# Faramontaos (Nogueira de Ramuín)
Faramontaos (llamada oficialmente Santa María de Faramontaos) es una parroquia y un lugar del municipio español de Nogueira de Ramuín, en la provincia de Orense, Galicia.

## Organización territorial
La parroquia está formada por nueve entidades de población:
- A Costela
- Cachaplaza
- Eiradela
- Faramontaos
- Montecelo
- O Outeiro
- Pacio
- Requeixo
- Santa Següíña

## Demografía

### Parroquia
| Gráfica de evolución demográfica de Faramontaos (parroquia) entre 2000 y 2023 |
|                                                                               |
| Datos según el nomenclátor publicado por el INE.                              |

### Lugar
| Gráfica de evolución demográfica de Faramontaos (lugar) entre 2000 y 2023 |
|                                                                           |
| Datos según el nomenclátor publicado por el INE.                          |